# Województwo pomorskie (II Rzeczpospolita)
Województwo pomorskie – województwo II Rzeczypospolitej istniejące w latach 1919–1939 ze stolicą w Toruniu.

## Historia
Województwo pomorskie ze stolicą w Toruniu powstało 12 sierpnia 1919 roku z części terenów dawnego zaboru pruskiego (Prusy Zachodnie) na podstawie przepisów ustawy z dnia 1 sierpnia 1919 roku o tymczasowej organizacji zarządu b. dzielnicy pruskiej. Jednak dopiero w styczniu 1920 roku po wkroczeniu na Pomorze wojsk generała Hallera mogła tam się zorganizować polska administracja. Zamieszkane było w większości przez  Polaków, w tym Kaszubów, dość liczną społeczność stanowili jednak Niemcy (szczególnie na terenach pogranicznych). Niemcy nigdy nie pogodziły się z utratą „polskiego korytarza” i aż do 1933 roku dążyły do jego pokojowej aneksji.
1 kwietnia 1938 roku dokonano zmian granic województwa. Z województwa poznańskiego przyłączono powiaty: wyrzyski, szubiński, bydgoski, inowrocławski, a także Chełmce i Kruszwicę z powiatu mogileńskiego. Z województwa warszawskiego przyłączono powiaty: nieszawski, rypiński, lipnowski i włocławski. Powiat działdowski został przyłączony do województwa warszawskiego. Zmiana ta miała na celu zatarcie granic rozbiorowych, ale przyniosła też nowe problemy, ponieważ w granicach województwa pomorskiego znalazła się Bydgoszcz, która stając się największym miastem w województwie, zaczęła aspirować do roli jej stolicy. Od tego momentu na oznaczenie województwa używano także nazwy Wielkie Pomorze. W 1939 roku województwo, wbrew prawu międzynarodowemu, zostało włączone do III Rzeszy, tworząc wraz z terytorium dawnego Wolnego Miasta Gdańska Okręg Rzeszy Gdańsk-Prusy Zachodnie. Obszar powiatów szubińskiego, inowrocławskiego, nieszawskiego i włocławskiego włączono z kolei do Okręgu Rzeszy Kraj Warty. Na terenie województwa działały organizacje państwa podziemnego Grunwald (organizacja konspiracyjna). W 1945 roku z terenu dawnego województwa wydzielono północną część, która po połączeniu z obszarami włączonymi do Polski w 1945 roku utworzyła województwo gdańskie. Pozostała część, ze stolicą w Bydgoszczy, zachowała nazwę „województwo pomorskie” do 1950 roku, kiedy to wprowadzono nazwę „województwo bydgoskie”.

## Podział na powiaty
Powiaty ziemskie
- brodnicki.
- bydgoski (od 1938).
- chełmiński.
- chojnicki.
- działdowski (do 1938).
- gniewski (do 1932).
- grudziądzki.
- inowrocławski (od 1938).
- kartuski.
- kościerski.
- lipnowski (od 1938).
- lubawski.
- morski (od 1927).
- nieszawski (od 1938).
- pucki (do 1926).
- rypiński (od 1938).
- sępoleński.
- starogardzki.
- szubiński (od 1938).
- świecki.
- tczewski.
- toruński.
- tucholski.
- wąbrzeski.
- wejherowski (do 1928).
- włocławski (od 1938).
- wyrzyski (od 1938).

Powiaty miejskie
- Bydgoszcz (od 1938).
- Gdynia (od 1929).
- Grudziądz.
- Inowrocław (od 1938).
- Toruń.

## Gospodarka
Według danych pochodzących z Wielkiej ilustrowanej encyklopedji powszechnej „Gutenberga” z 1934 roku na 1 km² mieszkało na Pomorzu 57,1 mieszkańców, na ludność w miastach przypadało 25% ogółu ludności. Z ogólnej powierzchni 1 mln 587 tys. ha: grunty orne zajmowały 56,1%, łąki 6,1%, pastwiska 3,2%, sady i ogrody 0,9%, lasy 22,8%, a nieużytki 10,9%. W gospodarstwach rolnych przeważała własność średnia i wielka. Gospodarstwa małe (2-5 ha) zajmowały 3%, średnie (5-20 ha) 20,7%, wielkie (od 20 ha) 74,7% ogólnej powierzchni gruntów ornych. Chów i hodowla bydła odgrywała małą rolę. Koni było w 1929 roku na obszarze województwa 158 444 sztuk, bydła 395 210 sztuk, a owiec i kóz 205 740 sztuk.
Rolnictwem i pokrewnymi zajęciami zajmowało się 61,9% ogółu mieszkańców, przemysłem 13,5%, handlem 3,6%, komunikacją 5,8% inne zajęcia 4,6%. Znaczną rolę odgrywało rybołówstwo, zwłaszcza morskie. Tym ostatnim zajmowało się w 1929 roku 1370 osób na 1031 łodziach co dało 27 829 kwintali ryb (głównie flądry i szproty).

## Administracja
Jedyne województwo (obok województwa poznańskiego), w którym istniał samorząd stopnia wojewódzkiego. Działał on na podstawie przepisów popruskich. Organami tego samorządu były: sejmik wojewódzki, wydział wojewódzki oraz starosta krajowy.
Główne urzędy i instytucje znajdowały się w Toruniu w mniejszym stopniu w Grudziądzu, Gdyni oraz Bydgoszczy.
Najważniejsze to:
- Pomorski Urząd Wojewódzki w Toruniu,
- Okręg Szkolny Pomorski w Toruniu,
- Sąd Apelacyjny w Toruniu,
- Prokuratura Apelacyjna w Toruniu,
- Sąd Okręgowy (Toruń, Grudziądz, Starogard Gdański, Chojnice),
- Dyrekcja Okręgowa Kolei Państwowych (do 1933 w Gdańsku, później w Toruniu i Bydgoszczy),
- Sąd Administracyjny w Toruniu
- Starostwo Krajowe Pomorskie w Toruniu,
- Państwowe Urzędy Budownictwa Melioracyjnego (Toruń, Tczew)
- Pomorski Zakład Ubezpieczeń w Toruniu,
- Urząd Pośrednictwa Pracy (Toruń, Grudziądz, Tczew),
- Ubezpieczalnia Społeczna w Toruniu
- Komenda Wojewódzka Policji Państwowej w Toruniu,
- Dowództwo Okręgu Korpusu nr VIII w Toruniu,
- Wojskowy Sąd Okręgowy w Grudziądzu,
- Pomorska Izba Skarbowa w Grudziądzu (od 1936 w Toruniu),
- Dyrekcja Lasów Państwowych w Toruniu (Dyrekcja Lasów Państwowych w Bydgoszczy została zlikwidowana w 1933 roku)
- Inspektorat Pracy XI okręgu w Toruniu,
- Okręgowy Urząd Ziemski w Grudziądzu (likwidacja w 1933 roku, włączenie do struktur Urzędu Wojewódzkiego w Toruniu)[6]
- Dyrekcja Poczt i Telegrafów w Bydgoszczy,
- Dyrekcja Dróg Wodnych II w Toruniu,
- Urząd Handlu Morskiego w Gdyni,
- Archiwum Państwowe w Poznaniu,
- Izby Przemysłowo- Handlowe (Toruń, Grudziądz, Bydgoszcz),
- Pomorska Izba Rolnicza w Toruniu,
- Pomorska Izba Rzemieślnicza w Grudziądzu (od 1934 roku w Toruniu)[7]
- Inspektorat Armii w Toruniu[8]

## Oświata
Analfabetów było (w 1921) zaledwie 5,2% ludności. W roku szkolnym 1929/30 było na Pomorzu 1384 szkół powszechnych z 3222 nauczycielami 132 114 uczniów, z których 127 869 uczęszczało do szkół polskich, a 4245 do szkół niemieckich. Szkół średnich było 32, 8 seminariów nauczycielskich, a szkół zawodowych 23. Czasopism ukazywało się (1929 rok) 108, w tym 95 polskich i 13 niemieckich. Dzienników było 13 (w tym 7 w Toruniu), najważniejsze to Słowo Pomorskie, Dzień Pomorza, Głos Robotnika.
Najważniejsze Szkoły Zawodowe na Pomorzu:
- Szkoły techniczne typu wyższego:
  - Toruń – Oficerska Szkoła Marynarki Wojennej
  - Tczew do 1930 roku/Gdynia od 1930 roku – Szkoła Morska Wydziały: Żeglugi i mechaniki okrętowej
- Szkoły techniczne typu zasadniczego:
  - Bydgoszcz – Państwowa Szkoła Przemysłowa – Cukiernictwo i młynarstwo, grafika przemysłowa, kurs młynarski, Szkoła rzemieślniczo-przemysłowa
  - Grudziądz – Państwowa Szkoła Budowy Maszyn – Wydział Mechaniczny, Państwowa Szkoła Przemysłowych Mistrzów Mechaników
- Szkoły Muzyczne:
  - Toruń – Konserwatorium Pomorskiego Towarzystwa Muzycznego
- Szkoły Handlowe Koedukacyjne:
  - Bydgoszcz – Liceum handlowe
  - Chojnice, Brodnica, Grudziądz, Inowrocław, Lipno, Mława, Tczew, Toruń, Wejherowo – Szkoły Handlowe
- Szkoły Żeńskie:
  - Kościerzyna – Państwowa Szkoła Żeńska – gospodarstwo domowe, krawiectwo, zdobnictwo, handel
  - Szafarnia – Średnia Szkoła Przetwórstwa Mlecznego
  - Toruń – Państwowa Szkoła Zawodowa Żeńska – krawiectwo, bieliźniarstwo, gospodarstwo domowe
- Szkoły Średnie Państwowe
  - Gimnazja Rządowe Męskie: Brodnica, Chełmno, Chełmża, Chojnice, Gniew, 2 w Grudziądzu Kościerzyna, Lubawa, Starogard Gdański, Świecie, Tczew, 2 w Toruniu, Wąbrzeźno, Wejherowo
- Gimnazjum Niemieckie Humanistyczne w Toruniu
- Seminaria Nauczycielskie:
  - Toruń – męskie i żeńskie
  - Seminaria nauczycielskie męskie – Grudziądz, Tuchola, Wejherowo, Kościerzyna, Lubawa
- Szkoły średnie prywatne:
- Męskie –
  - Pelplin – Collegium Marianum
  - Toruń Stawki – Gimnazjum oo. Redemptorystów
  - Górna Grupa i Kartuzy – Gimnazja
  - Chojnice, Grudziądz, Tczew – Gimnazja Niemieckie
- Żeńskie –
  - Kościerzyna, Toruń – Gimnazjum Humanistyczne

## Ludność
Ludność województwa w 1921 roku wynosiła 935.643 osób.
Podział ludności ze względu na narodowość:
- Polacy i Kaszubi – 81%; 757.801
- Niemcy – 18,8%; 175.771

Podział ludności ze względu na wyznanie:
- rzymskokatolickie – 79,6%; 744.699
- ewangelickie – 19,6%; 183.678
- Innego chrześcijańskiego – 0,4%; 4.140
- mojżeszowe – 0,3%; 2.927

### Struktura demograficzna (1931)[2]
Liczba ludności (dane z 9 grudnia 1931):
|        | Ogółem    | Ogółem | Kobiety | Kobiety | Mężczyźni | Mężczyźni |
| osób   | %         | osób   | %       | osób    | %         |           |
| ------ | --------- | ------ | ------- | ------- | --------- | --------- |
| Ogółem | 1 080 138 | 100    | 547 027 | 50,64   | 533 111   | 49,36     |
| Miasto | 348 359   | 32,25  | 176 936 | 16,38   | 171 423   | 15,87     |
| Wieś   | 731 779   | 67,75  | 370 091 | 34,26   | 361 688   | 33,49     |

▶Wieś vs ▶miasto
Ogółem (▶k, ▶m)
Miasto (▶k, ▶m)
Wieś (▶k, ▶m)

## Wojewodowie
| Wojewodowie             | Okres urzędowania                                         |
| ----------------------- | --------------------------------------------------------- |
| Stefan Łaszewski        | 15 października 1919 – 21 lipca 1920                      |
| Jan Brejski             | 27 lipca 1920 – 16 maja 1924                              |
| Stanisław Wachowiak     | 22 maja 1924 – 12 października 1926                       |
| Kazimierz Młodzianowski | 12 października 1926 – 4 lipca 1928                       |
| Mieczysław Seydlitz     | 16 lipca 1928 – 28 lipca 1928 (p.o.)                      |
| Wiktor Lamot            | 28 lipca 1928 – 18 listopada 1931 (p.o. do 12 lipca 1929) |
| Stefan Kirtiklis        | 18 listopada 1931 – 16 lipca 1936                         |
| Władysław Raczkiewicz   | 17 lipca 1936 – 5 września 1939                           |

Wicewojewodowie
| Wicewojewodowie     | Okres urzędowania             |
| ------------------- | ----------------------------- |
| Mieczysław Seydlitz | sierpień 1926 - wrzesień 1934 |